# Іракський швейцарський динар
«Швейцарський» динар (араб. دينار سويسري) — назва іракських банкнот, які знаходилися в обігу до війни в Перській затоці 1990 року. Після того, як замість них Саддам запровадив нові банкноти з власним портретом, «швейцарські» продовжували знаходитись в обігу на неконтрольованих ним територіях Курдистану з 1991 по 2003 рік, і мали значно вищий курс порівняно з «саддамівським динаром».
Сучасні іракські банкноти мають дизайн, подібний до колишніх «швейцарських», але інші кольори та номінали.

## Назва
Причина широкого розповсюдження прикметника «швейцарський» невідома, запропоновано два можливі пояснення.
Попри твердження, нібито друкарські форми для валюти надійшли зі Швейцарії, насправді банкноти були виготовлені у Великобританії компанією De La Rue.
Друге можливе пояснення полягає в тому, що до війни в Перській затоці Ірак історично був країною з низьким рівнем інфляції, подібно до Швейцарії.

## Історія

### Міжвоєнний період
Після війни в Перській затоці уряд Іраку відмовився від старої валюти, віддавши перевагу новодрукованим динарам Саддама, і швейцарський динар перестав бути законним платіжним засобом. Однак стара валюта продовжувала знаходитися в обігу у політично ізольованому Іракському Курдистані. Уряд регіону Курдистан не мав друкованих форм швейцарського динара, але він також відмовився приймати банкноти динара Саддама нижчої якості (які випускалися у величезних кількостях). Оскільки кількість банкнот динара Саддама зросла, а кількість «швейцарських динарів» залишалася стабільною (навіть зменшилася через те, що купюри поступово вилучалися з обігу, а нові не друкувалися), вартість останнього постійно зростала відносно динара Саддама. Маючи власну стабільну валюту, Курдистанський регіон Іраку уникнув інфляції, яка була високою по всій решті країни.

### Повоєнний
Після вторгнення 2003 року Коаліційна тимчасова адміністрація, створена коаліційними силами, вирішила, що Іраку потрібна нова єдина валюта, але встановити належний обмінний курс було відносно важко. Ринковий обмінний курс динарів Саддама до «швейцарських динарів» залишався приблизно на рівні 100:1 з 1998 по січень 2002 року, але з початком вторгнення курс курдської валюти зріс до 300:1, а згодом впав до 250:1. Після подальшого дослідження Коаліційна тимчасова адміністрація вирішила, що найкраще було б прирівняти дві валюти за паритетом купівельної спроможності, який дорівнював приблизно 100:1. Після подальших досліджень Коаліція вирішила прийняти офіційний курс між ринковим курсом і курсом PPP, офіційно прив'язавши валюту до 150 динарів Саддама за «швейцарський динар».
Було запропоновано два методи уніфікації валют. Перший полягав у тому, щоб надрукувати новий набір банкнот «швейцарських динарів» і розповсюдити їх на півдні. Однак це б призвело до того, що 80 % населення довелося б обмінювати банкноти динарів Саддама на швейцарські динари. Оскільки друк нових банкнот з портретом Саддама був політично ризикованим, після консультації з валютним експертом Коаліція вирішила замінити пластини для друку «швейцарських динарів», додавши на них номінали у «динарах Саддама». Це дозволило звести до мінімуму обмін валюти, але водночас позбавити валюту зображень Саддама. Нові динари відрізнялися від «швейцарських динарів» кольором.
Приклад: банкнота у 1/4 «швейцарських динарів» (зеленого кольору) мала дизайн, майже ідентичний новій банкноті у 50 динарів 2003 р. (фіолетового кольору) — на обох були зображені силосні вежі поблизу Басри. Так само, дизайн 1/2 «швейцарських динарів» (коричнева) збігався з банкнотою у 250 нових динарів (синя) — на обох була астролябія.
Обмін відбувся відносно швидко та без інцидентів, за винятком двох невдалих нападів на конвої з банкнотами.